# Abadía de Cong
La Abadía de Cong, también conocida como Real Abadía de Cong, es un sitio histórico ubicado en Cong, Condado de Mayo, en la provincia irlandesa de Connacht. Las ruinas de la antigua abadía agustina datan en su mayoría del siglo XIII y se consideran unos de los mejores ejemplos de arquitectura eclesiástica medieval de Irlanda.

## Historia
A comienzos del siglo VII, la tradición dice que San Feichin construyó una iglesia en este emplezamiento. Un edificio posterior fue destruido por un incendio en 1114 y unos veinte años después, aproximadamente, Turlough Mor O'Connor, el Rey supremo de Irlanda, refundó la abadía. Saqueadores provenientes de Munster destruyeron el monasterio en 1137, pero O'Connor lo reconstruyó nuevamente. La abadía fue refundada como un asentamiento agustino en 1138, constituyendo uno de los primeros asentamientos agustinos al sur de Armagh, que se había fundado en 1126. 
En 1198, su hijo, Ruaidrí Ua Conchobair (Rory O'Connor), el último Gran Rey de Irlanda, dotó a la abadía con nuevas edificaciones y vivió allí los últimos 15 años de su vida hasta su fallecimiento. Se dice que fue enterrado brevemente en la abadía antes de ser trasladado a Clonmacnoise.
La Abadía de Cong también estuvo estrechamente asociada con la familia O'Duffy entre al menos 1097 a 1501. Los Anales de los Cuatro Maestros registran que en 1150, Muireadhach Ua Dubhthaigh, arzobispo de Connacht, murió en Cong a los 75 años. Su nombre está inscrito en la Cruz de Cong.
En 1307 la abadía fue reconstruida y consagrada a Santa María. Posteriormente, la Abadía de Cong fue suprimida en algún momento después de 1542 siendo abandonada y cayendo en un estado ruinoso.
El último abad (nominal) fue el padre Patrick Prendergast, párroco de Cong desde 1795 hasta su fallecimiento en 1829. Fue el custodio de la Cruz de Cong. Tras su muerte, la cruz fue adquirida por James MacCullagh para la Real Academia Irlandesa.
En 1855, Benjamin Guinness inició la primera restauración de la Abadía, tras haber adquirido tres años antes el cercano castillo de Ashford.

## Arquitectura
Los restos de la Abadía de Cong presentan algunos de los mejores ejemplos de arquitectura y mampostería gótica en Irlanda. La iglesia actual, y posiblemente el claustro fragmentario donde los monjes trabajaban y rezaban, pertenecen a la reconstrucción de principios del siglo XIII. La puerta norte de la iglesia, y las elaboradas puertas que se abren al claustro desde el ala este del monasterio, pueden ser anteriores al ataque de William de Burgh. La puerta con dos hermosas ventanas a cada lado forma parte de la antigua sala capitular, que era la sala desde donde se gestionaban los asuntos diarios y donde la comunidad solía reunirse. La escultura en la abadía, que es una de las más hermosas de Irlanda, sugiere vínculos con los estilos franceses de la época.[cita requerida]
En los terrenos de la abadía se levantaba también una cabaña de pescadores para los monjes, probablemente construida en el siglo XV o XVI  en una isla del río Cong que conduce al cercano Lough Corrib. La casa está construida sobre una plataforma de piedras encima de un pequeño arco por debajo del cual fluye el río. En el suelo hay una trampilla, posiblemente para almacenar el pescado fresco. Según la tradición local, la cabaña estaría conectada con la cocina del monasterio mediante un cable para informar al cocinero de la llegada del pescado fresco.

## Presente
La Abadía de Cong es un monumento nacional bajo el cuidado de los Comisionados de Obras Públicas .

## Galería

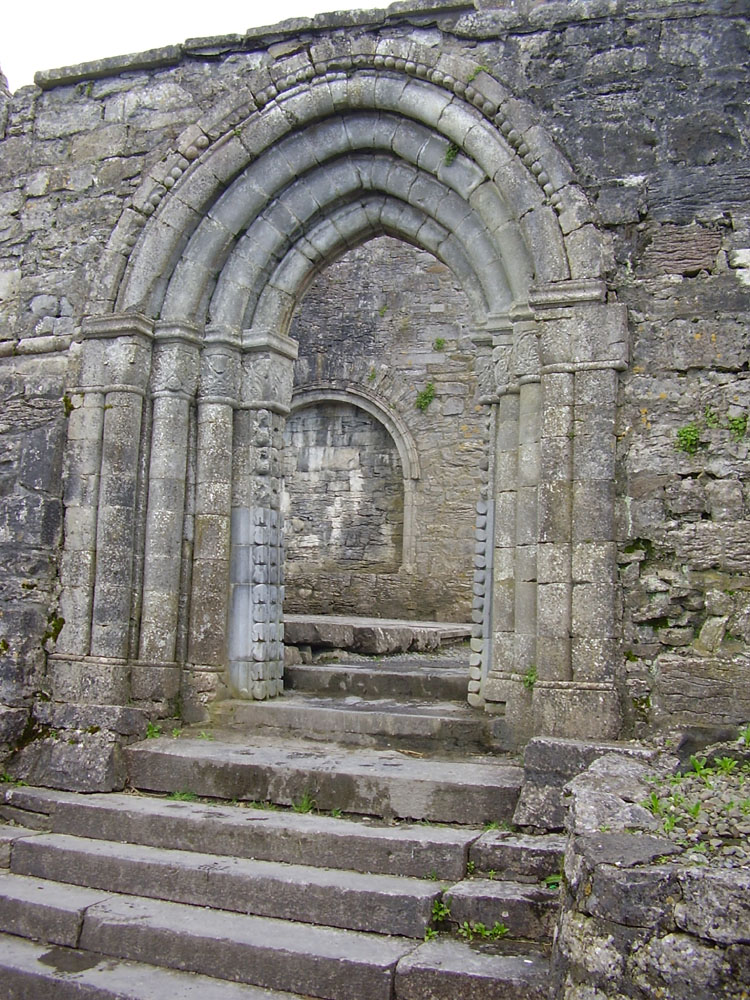
La puerta norte
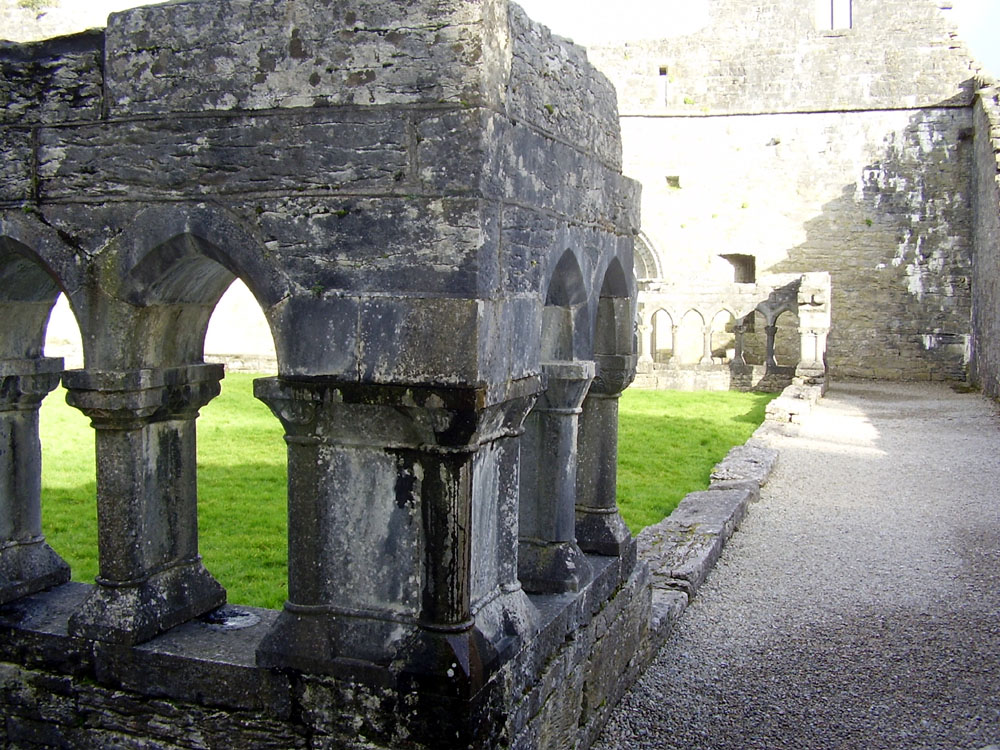
Claustros de la Abadía de Cong
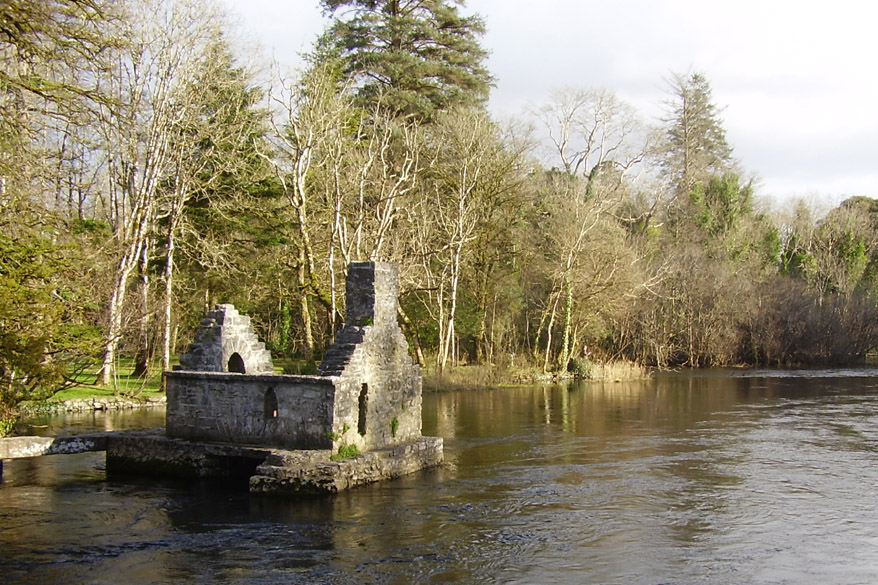
Casa de pesca de los monjes
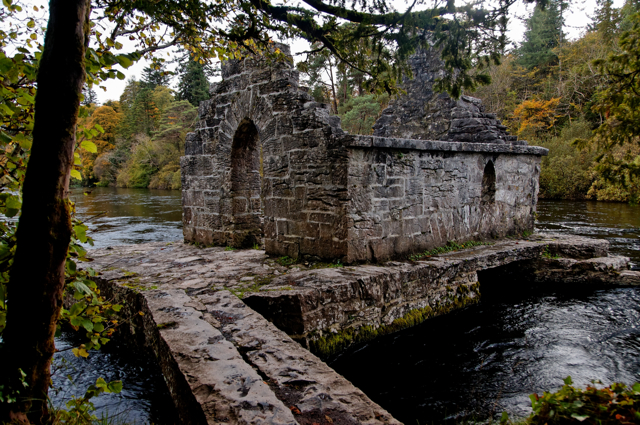
Primer plano de la casa de pesca de los monjes
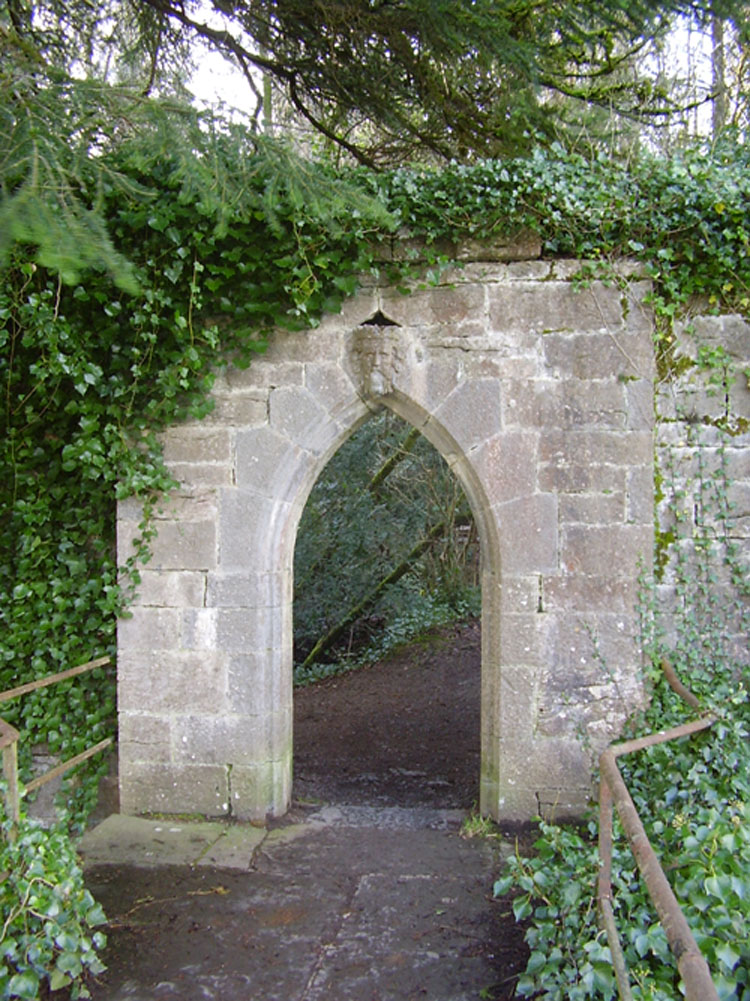
Puerta en los terrenos de la Abadía de Cong con una talla de Rory O'Connor
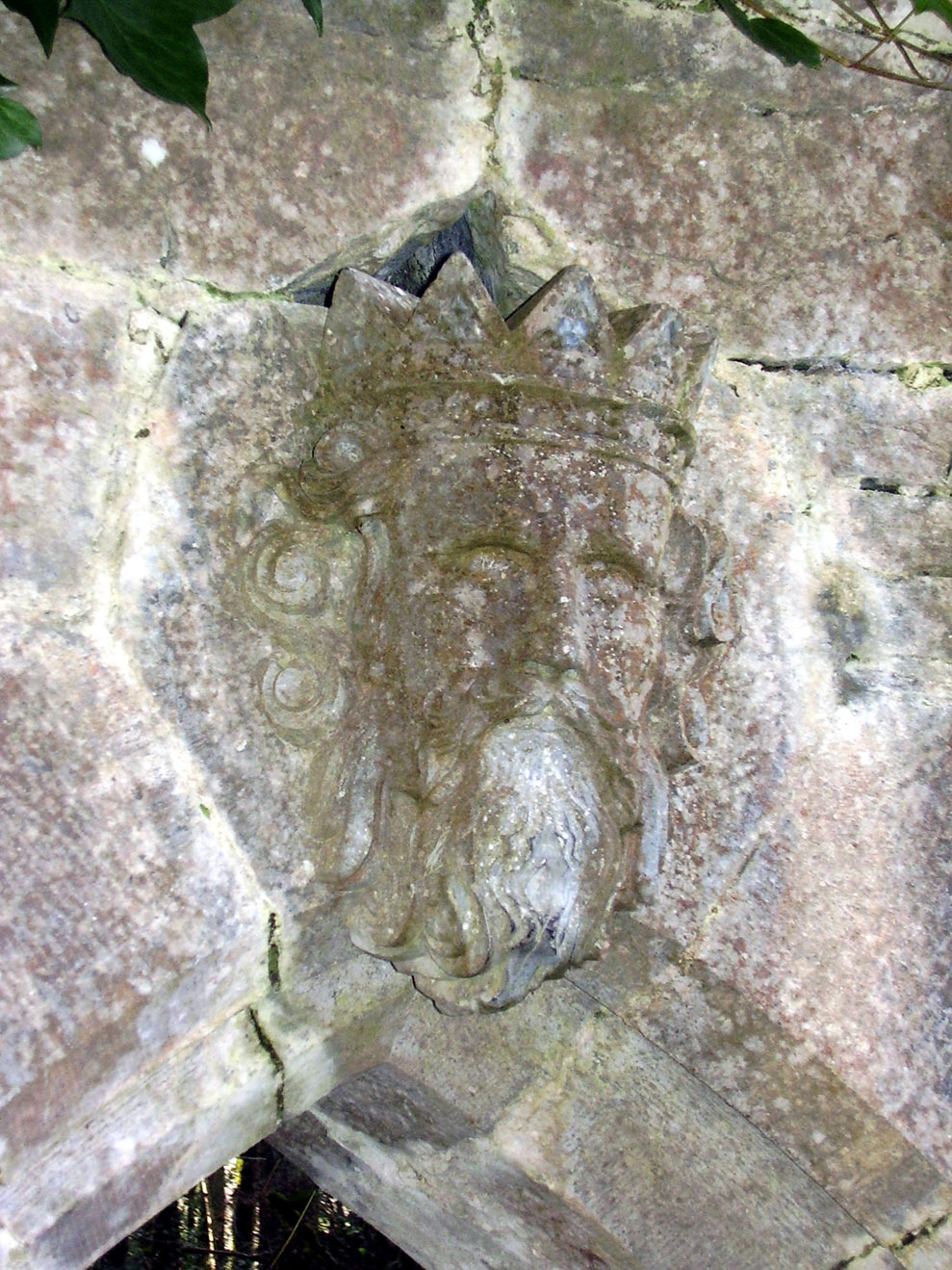
Primer plano de una talla en piedra de Rory O'Connor
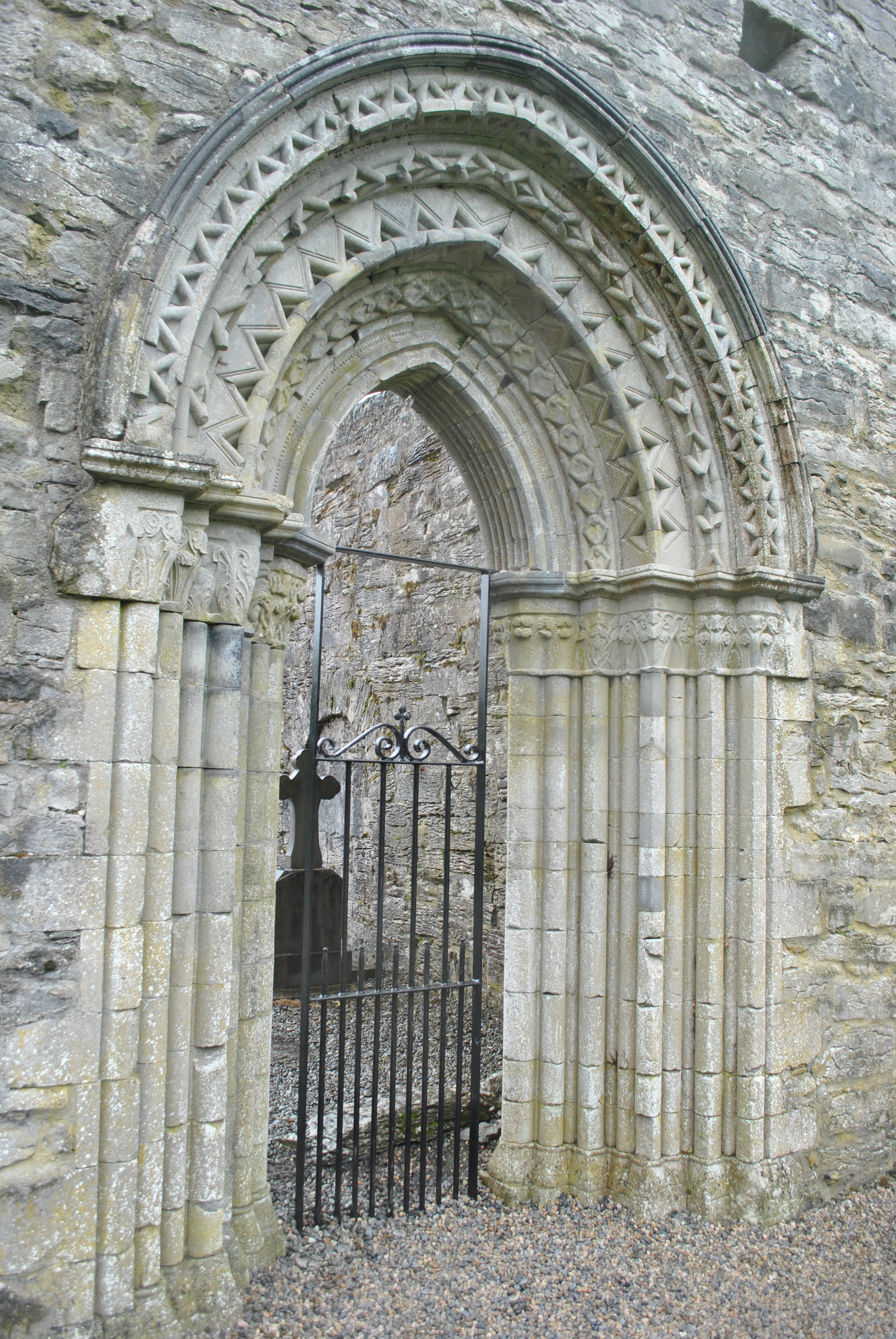